# Francesco Zerilli
Francesco Zerilli (Palermo, 16 december 1793 – aldaar, 3 juli 1837) was een landschapsschilder in Palermo in het koninkrijk der Beide Siciliën. 

## Levensloop
Hij was een zoon van Casimiro Zerilli en Giuseppa Scudieri. Zerilli leerde het schildersvak bij Francesco Ognibene (1785-1837), een Palermitaan van wie de schilderijen neoclassicistisch van stijl waren. Vervolgens werd Zerilli leerling bij een andere Palermitaanse meester Giuseppe Patania (1780-1852). Bij Patania verfijnde hij zijn techniek van landschapsschilderen. Als Siciliaan ging zijn voorkeur uit naar zichten op Siciliaanse steden. Zijn stijl was neoclassicistisch met oog voor realistische details. Zerilli had zijn atelier in Palermo nabij de Porta Felice.
Zijn werken zijn te vinden in de Civica Galleria d’Arte Moderna Empedocla Restivo in Palermo. Kleinere schilderijen verkocht hij aan toeristen, die een aandenken wilden aan een stad op Sicilië.
Zerilli stierf ten gevolge van een cholera-uitbraak in Palermo (1837).

## Enkele werken

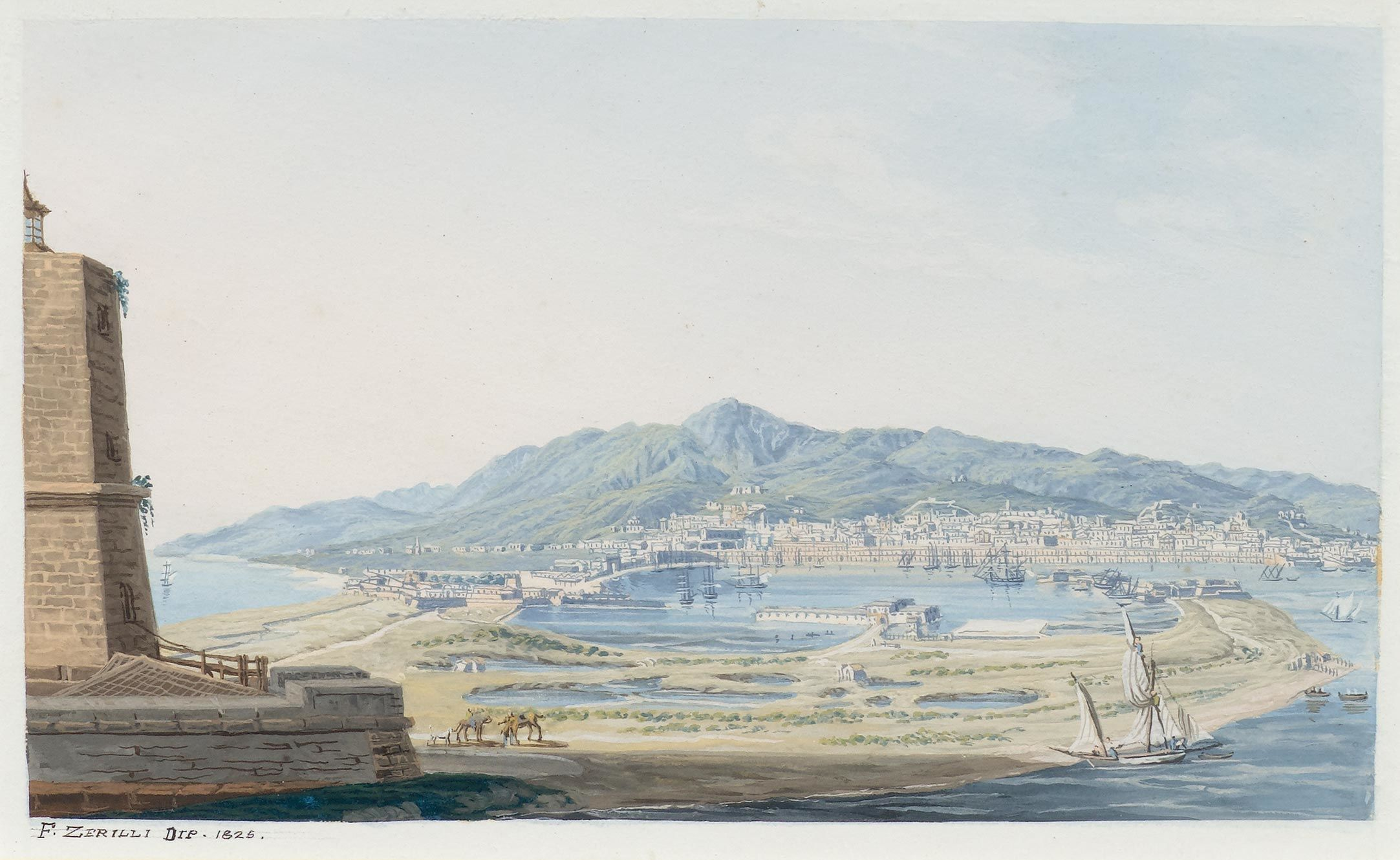
Messina - 1825
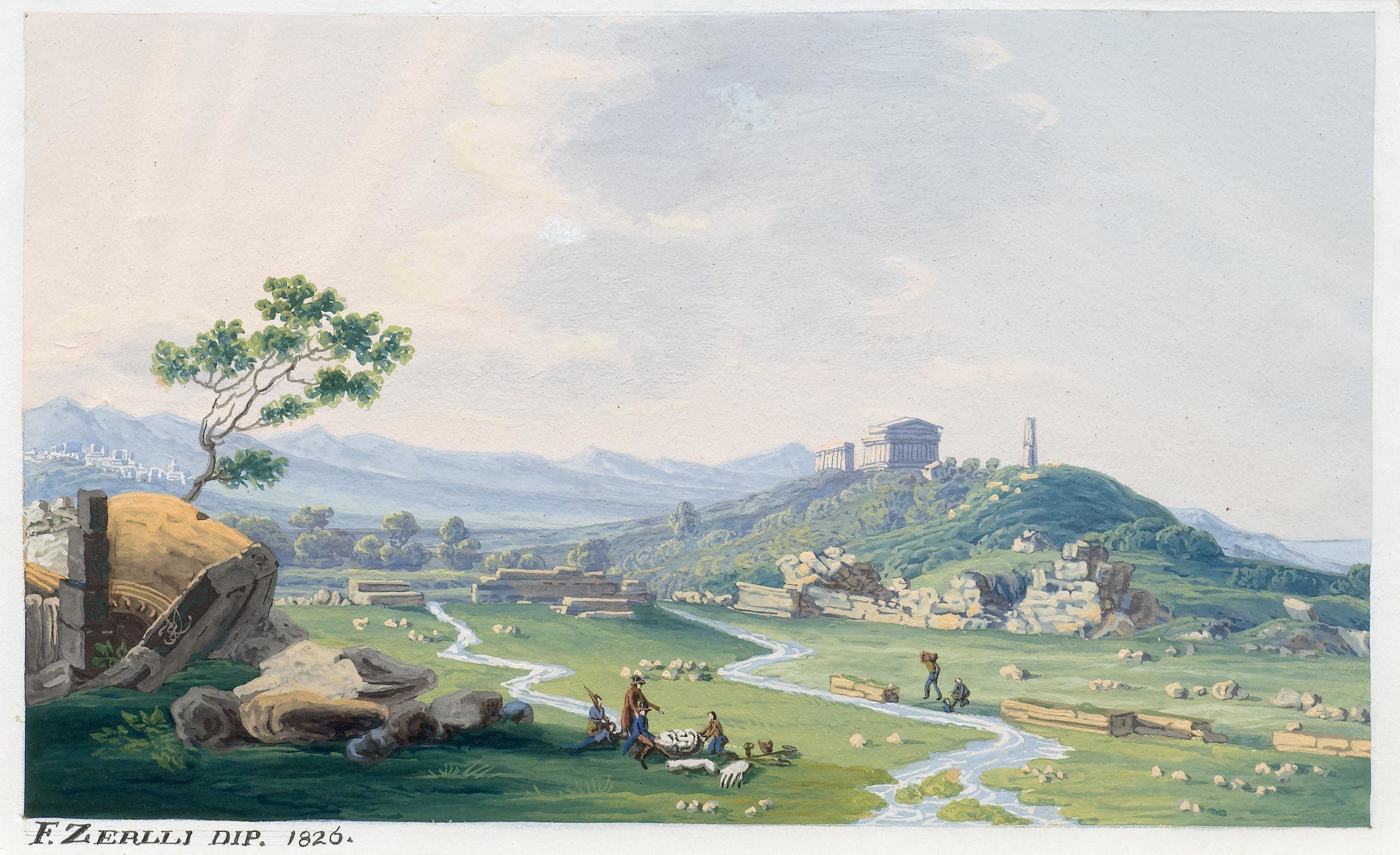
Agrigento - 1826
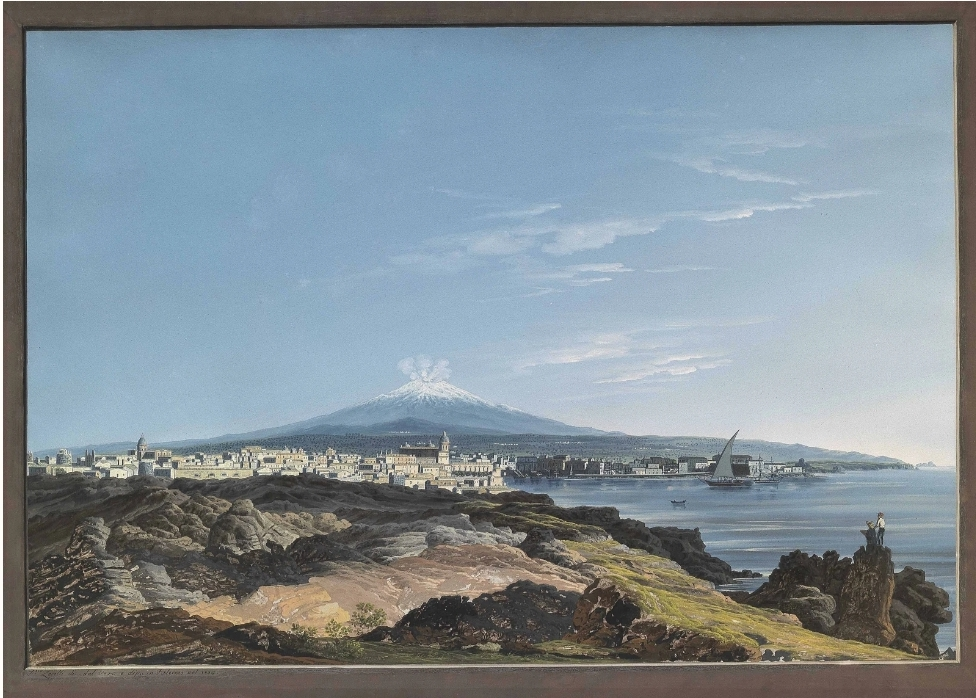
Catania - 1834